# Вилађо Порте Росе (Рагуза)
Вилађо Порте Росе је насеље у Италији у округу Рагуза, региону Сицилија.
Према процени из 2011. у насељу је живело 19 становника. Насеље се налази на надморској висини од 81 м.